# Hypanartia
Genre
Hypanartia est un genre néotropical de lépidoptères de la famille des Nymphalidae.

## Liste des espèces
D'après Funet:
- Hypanartia paullus (Fabricius, 1793)
- Hypanartia bella (Fabricius, 1793)
- Hypanartia lethe (Fabricius, 1793)
- Hypanartia godmanii (Bates, 1864)
- Hypanartia charon (Hewitson, 1878)
- Hypanartia dione (Latreille, [1813])
- Hypanartia celestia Lamas, Willmott & Hall, 2001
- Hypanartia splendida Rothschild, 1903
- Hypanartia lindigii (C. & R. Felder, 1862)
- Hypanartia christophori Jasinski, 1998
- Hypanartia fassli Willmott, Hall & Lamas, 2001
- Hypanartia trimaculata Willmott, Hall & Lamas, 2001
- Hypanartia kefersteini (Doubleday, [1847])
- Hypanartia cinderella Lamas, Willmott & Hall, 2001